# Spilcker (Adelsgeschlecht)
Die Familie Spilcker, teilweise auch Spilker geschrieben, ist ein niedersächsisches Adelsgeschlecht.

## Geschichte
Das Geschlecht stammt ursprünglich aus Hameln. Am 8. November 1729 wurde der königlich-großbritannische und kurbraunschweig-lüneburgische Konsistorialrat und  Hofgerichtsassessor Johann Heinrich Spilcker in Stade und der königlich-großbritannische und kurbraunschweig-lüneburgische Vogteiverwalter Moritz Eberhard Spilcker zu Delmenhorst vom römisch-deutschen Kaiser Karl VI. in den rittermäßigen Adelsstand des Reiches erhoben. Gleichzeitig erhielten sie das Privilegium Denominandi, also das Vorrecht, sich nach den aktuellen Gütern und späterem Besitz zu nennen und zu schreiben. Außerdem erhielten sie die Lehenberechtigung für mögliche Untertanen ihrer Besitzungen. Die Erhebung in den Reichsadelsstand wurde am 21. Oktober 1730 im Kurfürstentum Hannover amtlich bekannt gemacht.

## Wappen
Das Wappen von 1729 war geviert: 1 und 4 in Silber ein gegen einen Tannenbaum aufgerichteter schwarzer Ziegenbock und 2 und 3 in Blau ein goldener Sparren.

## Bekannte Familienmitglieder
- Johann Heinrich von Spilcker (1675–1746), deutscher Jurist
- Georg Arnold von Spilcker (1722–1794), deutscher Jurist
- Burchard Christian von Spilcker (1770–1838), deutscher Topograf, Historiker und Autor